# Calicanto 2da. Sección
Calicanto 2da. Sección är en ort i Mexiko.   Den ligger i kommunen Jalapa och delstaten Tabasco, i den sydöstra delen av landet, 700 km öster om huvudstaden Mexico City. Calicanto 2da. Sección ligger 16 meter över havet och antalet invånare är 751.
Terrängen runt Calicanto 2da. Sección är mycket platt. Runt Calicanto 2da. Sección är det ganska tätbefolkat, med 56 invånare per kvadratkilometer. Närmaste större samhälle är Macuspana, 14,8 km nordost om Calicanto 2da. Sección. Trakten runt Calicanto 2da. Sección består till största delen av jordbruksmark.